# NGC 5514
NGC 5514 је спирална галаксија у сазвежђу Волар која се налази на NGC листи објеката дубоког неба.
Деклинација објекта је + 7° 39' 36" а ректасцензија 14h 13m 38,7s. Привидна величина (магнитуда) објекта NGC 5514 износи 13,3 а фотографска магнитуда 14,1. NGC 5514 је још познат и под ознакама UGC 9102, MCG 1-36-23, CGCG 46-66, IRAS 14111+0753, VV 70, KCPG 420A, PGC 50809.